# Piper zenkeri
Piper zenkeri är en pepparväxtart som beskrevs av C. Dc.. Piper zenkeri ingår i släktet Piper och familjen pepparväxter. Inga underarter finns listade i Catalogue of Life.